# 皮昆山
48°26′18″N 24°20′56″E / 48.43833°N 24.34889°E

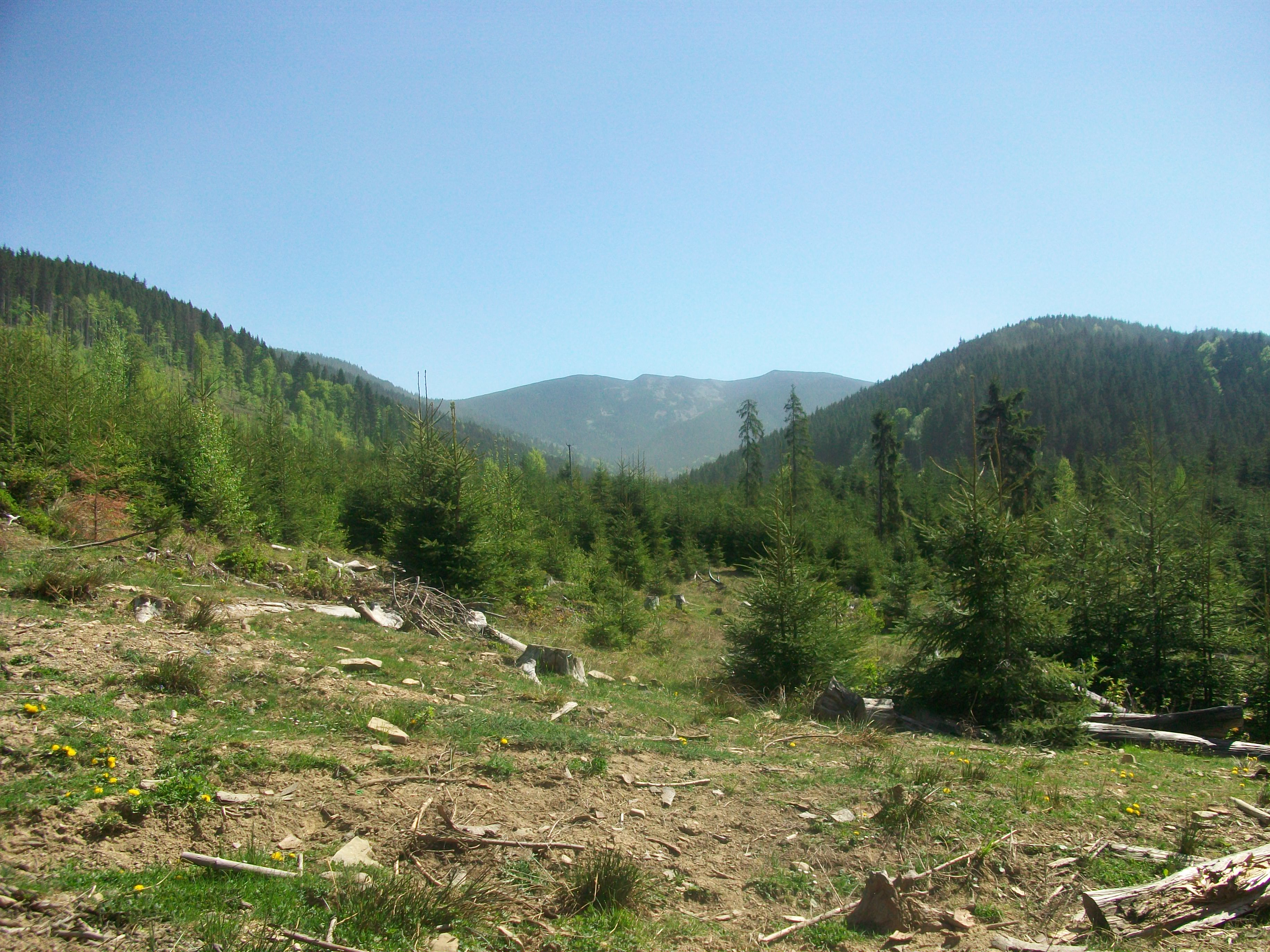

皮昆山（烏克蘭語：Пікун）是烏克蘭的山峰，位於該國西部伊萬諾-弗蘭科夫斯克州，屬於烏克蘭喀爾巴阡山脈中戈爾加內山脈的一部分，海拔高度1,657米。